# Une indigestion
Pour plus de détails, voir Fiche technique et Distribution.
Une indigestion est un court métrage de Georges Méliès sorti en 1902 au début du cinéma muet.

## Fiche technique
- Réalisateur et producteur : Georges Méliès
- Sociétés de production : Georges Méliès et Star Film
- Format : Muet - Noir et blanc - 1,33:1 - 35 mm
- Pays de production : France
- Année de sortie : 1902